# فيليب رو (سائق)
فيليب رو هو سائق سيارة سباق سويسري، ولد في 7 ديسمبر 1952 في Bagnes ‏ في سويسرا.

## وصلات خارجية
- فيليب رو على موقع eWRC-results.com (الإنجليزية)
- فيليب رو على موقع الاتحاد الدولي للتزلج (التزلج على المنحدرات الثلجية) (الإنجليزية)
- فيليب رو على موقع أوليمبيديا (الإنجليزية)